# Shenzhen Development Bank
Shenzhen Development Bank Co., Ltd.  es una entidad de crédito fundada en 1987 en Shenzhen, provincia de Cantón, China. Sus acciones cotizan en los índices de Shenzhen Stock Exchange.

## Historia
Ping An Insurance compró la participación de control del Shenzhen Development Bank en 2011 al fondo Newbridge Capital, que poseía el 16.76% del banco. Asimismo suscribió acciones nuevas mediante la inyección de Ping An Bank para terminar de comprar el paquete de control. Shenzhen Development Bank es desde 2011 filial de Ping An Bank.
En 2012, el banco terminó de realizar la operación de fusión con el Ping An Bank.